# Estación Iturbe
Iturbe era una estación de ferrocarril ubicada en la localidad homónima, departamento de Humahuaca, provincia de Jujuy, Argentina.

## Servicios
No presta servicios de pasajeros ni de cargas desde 1993. Sus vías e instalaciones pertenecientes al Ferrocarril General Belgrano están a cargo del gobierno provincial.
En 1945 tuvo lugar en inmediaciones a esta estación, un accidente ferroviario que dejó 36 fallecidos y más de 50 heridos.